# تلمکس

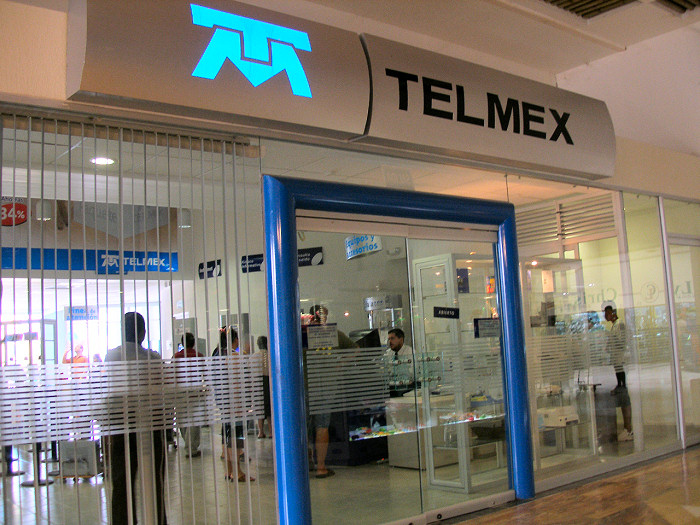
شعبه‌ای از دفاتر خدماتی تلمکس، در شهر پورتو بایارتا، خالیسکو

تلمکس (به اسپانیایی: Telmex) شرکت مخابرات مکزیکی است، که در زمینه ارائه خدمات اینترنت، خطوط تلفن ثابت و سرویس‌های تلویزیون فعالیت می‌کند.
شرکت تلمکس در سال ۱۹۴۷ در پی خریداری دارایی‌های شرکت‌های اریکسون و آی‌تی‌تی در مکزیک، توسط گروهی از بازرگانان مکزیکی راه‌اندازی شد.
این شرکت در سال ۱۹۹۰ توسط کنسرسیوم مشترک به رهبری کارلوس اسلیم و شرکت فرانس تلکوم خریداری شد. شرکت تلمکس در حال حاضر دارای عملیات در کشورهای آرژانتین، شیلی، کلمبیا، برزیل، اکوادور و السالوادور می‌باشد.
دفتر مرکزی این شرکت در شهر مکزیکو سیتی، مکزیک قرار دارد و بخشی از سهام آن در بازار بورس اوراق بهادار مکزیک معامله می‌شود.